# Élections législatives de 2022 dans le Pas-de-Calais
Les élections législatives françaises de 2022 dans le Pas-de-Calais se déroulent les 12 et 19 juin 2022. Dans le département, douze députés sont à élire dans le cadre de douze circonscriptions.

## Contexte

### Résultats de l'élection présidentielle de 2022 par circonscription
| Circonscription | 1er tour | 1er tour | 1er tour | 1er tour | 1er tour  | 1er tour |         | 2d tour | 2d tour | 2d tour | 2d tour |
| Circonscription | Macron   | +/-      | Le Pen   | +/-      | Mélenchon | +/-      | Macron  | +/-     | Le Pen  | +/-     |         |
| --------------- | -------- | -------- | -------- | -------- | --------- | -------- | ------- | ------- | ------- | ------- | ------- |
| Circonscription |          |          |          |          |           |          |         |         |         |         |         |
| 1re             | 25,51 %  | 7,56     | 39,67 %  | 4,55     | 12,00 %   | 2,91     | 41,26 % | 4,99    | 58,74 % | 4,99    |         |
| 2e              | 30,47 %  | 6,45     | 27,39 %  | 3,24     | 18,10 %   | 0,63     | 55,80 % | 5,9     | 44,20 % | 5,9     |         |
| 3e              | 17,79 %  | 3,59     | 43,60 %  | 3,66     | 20,26 %   | 4,78     | 36,53 % | 4,82    | 63,47 % | 4,82    |         |
| 4e              | 33,35 %  | 9,91     | 31,45 %  | 4,25     | 11,87 %   | 2,43     | 51,38 % | 5,78    | 48,62 % | 5,78    |         |
| 5e              | 28,59 %  | 7,53     | 33,41 %  | 4,51     | 16,97 %   | 3,84     | 48,31 % | 5,55    | 51,69 % | 5,55    |         |
| 6e              | 25,69 %  | 7,32     | 37,79 %  | 4,6      | 13,75 %   | 2,29     | 42,29 % | 5,8     | 57,71 % | 5,8     |         |
| 7e              | 23,07 %  | 5,9      | 38,30 %  | 2,42     | 17,07 %   | 2,91     | 40,23 % | 4,6     | 59,77 % | 4,6     |         |
| 8e              | 25,52 %  | 5,46     | 37,64 %  | 4,71     | 15,51 %   | 3,3      | 43,21 % | 6,12    | 56,79 % | 6,12    |         |
| 9e              | 27,02 %  | 7,46     | 36,00 %  | 4,24     | 14,36 %   | 3,94     | 45,86 % | 5,67    | 54,14 % | 5,67    |         |
| 10e             | 20,06 %  | 4,8      | 47,77 %  | 7,99     | 14,56 %   | 6,67     | 33,94 % | 6,27    | 66,06 % | 6,27    |         |
| 11e             | 17,53 %  | 2,98     | 45,15 %  | 3,98     | 20,66 %   | 2,47     | 36,59 % | 5,24    | 63,41 % | 5,24    |         |
| 12e             | 19,78 %  | 4,31     | 46,16 %  | 3,97     | 15,81 %   | 4,34     | 34,67 % | 4,81    | 65,33 % | 4,81    |         |

## Système électoral
Les élections législatives ont lieu au scrutin uninominal majoritaire à deux tours dans des circonscriptions uninominales.
Est élu au premier tour le candidat qui réunit la majorité absolue des suffrages exprimés et un nombre de voix au moins égal au quart (25 %) des électeurs inscrits dans la circonscription. Si aucun des candidats ne satisfait ces conditions, un second tour est organisé entre les candidats ayant réuni un nombre de voix au moins égal à un huitième des inscrits (12,5 %) ; les deux candidats arrivés en tête du premier tour se maintiennent néanmoins par défaut si un seul ou aucun d'entre eux n'a atteint ce seuil. Au second tour, le candidat arrivé en tête est déclaré élu.
Le seuil de qualification basé sur un pourcentage du total des inscrits et non des suffrages exprimés rend plus difficile l'accès au second tour lorsque l'abstention est élevée. Le système permet en revanche l'accès au second tour de plus de deux candidats si plusieurs d'entre eux franchissent le seuil de 12,5 % des inscrits. Les candidats en lice au second tour peuvent ainsi être trois, un cas de figure appelé « triangulaire ». Les second tours où s'affrontent quatre candidats, appelés « quadrangulaire » sont également possibles, mais beaucoup plus rares.

### Partis et nuances
Les résultats des élections sont publiés en France par le ministère de l'Intérieur, qui classe les partis en leur attribuant des nuances politiques. Ces dernières sont décidées par les préfets, qui les attribuent indifféremment de l'étiquette politique déclarée par les candidats, qui peut être celle d'un parti ou une candidature sans étiquette.
En 2022, seules les coalitions Ensemble (ENS) et Nouvelle Union populaire écologique et sociale (NUP), ainsi que le Parti radical de gauche (RDG), l'Union des démocrates et indépendants (UDI), Les Républicains (LR), le Rassemblement national (RN) et Reconquête (REC) se voient attribuer  une nuance propre,,.
Tous les autres partis se voient attribuer l'une ou l'autre des nuances suivantes : DXG (divers extrême gauche), DVG (divers gauche), ECO (écologiste), REG (régionaliste), DVC (divers centre), DVD (divers droite), DSV (droite souverainiste) et DXD (divers extrême droite). Des partis comme Debout la France ou Lutte ouvrière ne disposent ainsi pas de nuance propre, et leurs résultats nationaux ne sont pas publiés séparément par le ministère, car mélangés avec d'autres partis (respectivement dans les nuances DSV et DXG),.

## Sondages

### 11ecirconscriptiondu Pas-de-Calais

#### Premier tour
| Sondeur | Date          | Échantillon | LO  | EÉLV (NUPES) | RS       | PRG     | LREM (Ensemble) | UDI (UDC) | RN     | PA    | UDMF  |
| Sondeur | Date          | Échantillon | Gai | Tondelier    | Weinmann | Legrand | Pintus          | Taszarek  | Le Pen | Caron | Raïss |
| ------- | ------------- | ----------- | --- | ------------ | -------- | ------- | --------------- | --------- | ------ | ----- | ----- |
| Sondeur | Date          | Échantillon |     |              |          |         |                 |           |        |       |       |
| Ifop    | 31 mai-4 juin | 600         | 1 % | 30 %         | 0 %      | 1 %     | 12 %            | 2 %       | 51 %   | 2 %   | 1 %   |

#### Second tour
| Sondeur | Date          | Échantillon | EÉLV (NUPES) | LREM (Ensemble) | RN     |
| Sondeur | Date          | Échantillon | Tondelier    | Pintus          | Le Pen |
| ------- | ------------- | ----------- | ------------ | --------------- | ------ |
| Sondeur | Date          | Échantillon |              |                 |        |
| Ifop    | 31 mai-4 juin | 600         | 44 %         | —               | 56 %   |
| Ifop    | 31 mai-4 juin | 600         | —            | 37 %            | 63 %   |

## Résultats

### Élus
| Circonscription | Député sortant                                          | Parti | Parti       | Groupe | Député élu ou réélu | Parti | Parti      | Groupe |
| --- | ------------------------------------------------------- | ----- | ----------- | ------ | ------------------- | ----- | ---------- | ------ |
| 1re | Bruno Duvergé                                           |       | MoDem       | MoDem  | Emmanuel Blairy     |       | RN         | RN     |
| 2e | Jacqueline Maquet                                       |       | LREM - TdP  | LREM   | Jacqueline Maquet   |       | LREM - TdP | RE     |
| 3e | Emmanuel Blairy*                                        |       | RN          | NI     | Jean-Marc Tellier   |       | PCF        | GDR    |
| 4e | Robert Therry**                                         |       | LR          | LR     | Philippe Fait       |       | LREM - H   | RE     |
| 5e | Jean-Pierre Pont                                        |       | LREM        | LREM   | Jean-Pierre Pont    |       | LREM       | RE     |
| 6e | Christophe Leclercq** suppléant de Brigitte Bourguignon |       | LREM        | LREM   | Christine Engrand   |       | RN         | RN     |
| 7e | Pierre-Henri Dumont                                     |       | LR          | LR     | Pierre-Henri Dumont |       | LR         | LR     |
| 8e | Benoît Potterie                                         |       | LREM - Agir | AE     | Bertrand Petit      |       | PS diss.   | SOC    |
| 9e | Marguerite Deprez-Audebert                              |       | MoDem       | MoDem  | Caroline Parmentier |       | RN         | RN     |
| 10e | Myriane Houplain suppléante de Ludovic Pajot            |       | RN          | NI     | Thierry Frappé      |       | RN         | RN     |
| 11e | Marine Le Pen                                           |       | RN          | NI     | Marine Le Pen       |       | RN         | RN     |
| 12e | Bruno Bilde                                             |       | RN          | NI     | Bruno Bilde         |       | RN         | RN     |
| * député sortant se représente en 2022 dans une autre circonscription. ** député sortant ne se représentant pas en 2022. |                                                         |       |             |        |                     |       |            |        |

### Taux de participation
| Taux de participation | 1er tour | 1er tour | 1er tour   | 2d tour | 2d tour | 2d tour    | Différence entre les deux tours |
| Taux de participation | En 2017  | En 2022  | Différence | En 2017 | En 2022 | Différence | Différence entre les deux tours |
| --------------------- | -------- | -------- | ---------- | ------- | ------- | ---------- | ------------------------------- |
| À midi                | 19,54 %  | 20,82 %  | 1,28       | 20,82 % | 18,95 % | 1,87       | 1,87                            |
| À 17 heures           | 42,65 %  | 41,63 %  | 1,02       | 37,78 % | 39,49 % | 1,71       | 2,14                            |
| Final                 | 49,53 %  | 46,37 %  | 3,16       | 44,84 % | 45,43 % | 0,59       | 0,94                            |

### Résultats à l'échelle du département

#### Résultats par coalition
| Parti et coalition                                           | Parti et coalition                                           | Parti et coalition                             | Premier tour | Premier tour | Premier tour | Second tour   | Second tour   | Second tour | Total Sièges  | +/-           |
| Parti et coalition                                           | Parti et coalition                                           | Parti et coalition                             | Voix         | %            | Sièges       | Voix          | %             | Sièges      | Total Sièges  | +/-           |
| ------------------------------------------------------------ | ------------------------------------------------------------ | ---------------------------------------------- | ------------ | ------------ | ------------ | ------------- | ------------- | ----------- | ------------- | ------------- |
|                                                              | Rassemblement national (RN)                                  | Rassemblement national (RN)                    | 167 840      | 33,86        | 0            | 236 649       | 51,39         | 6           | 6             | 2             |
|                                                              |                                                              | La République en marche (LREM)                 | 59 217       | 11,95        | 0            | 84 206        | 18,29         | 3           | 3             | 1             |
|                                                              | Mouvement Démocrate (MoDem)                                  | 33 012                                         | 6,66         | 0            | 37 990       | 8,25          | 0             | 0           | 2             |               |
|                                                              | Horizons (H)                                                 | 9 440                                          | 1,90         | 0            |              |               |               | 0           | Nv            |               |
|                                                              | Territoires de progrès (TdP)                                 | 6 945                                          | 1,40         | 0            | 12 003       | 2,61          | 0             | 0           | Nv            |               |
| Total Ensemble (ENS)                                         | Total Ensemble (ENS)                                         | 108 614                                        | 21,91        | 0            | 134 199      | 29,14         | 3             | 3           | 3             |               |
|                                                              |                                                              | La France insoumise (LFI)                      | 51 289       | 10,35        | 0            |               |               |             | 0             | en stagnation |
|                                                              | Parti socialiste (PS)                                        | 19 386                                         | 3,91         | 0            | 16 190       | 3,52          | 0             | 0           | en stagnation |               |
|                                                              | Europe Écologie Les Verts (EELV)                             | 16 682                                         | 3,37         | 0            | 14 239       | 3,09          | 0             | 0           | en stagnation |               |
|                                                              | Parti communiste français (PCF)                              | 12 101                                         | 2,44         | 0            | 16 294       | 3,54          | 1             | 1           | 1             |               |
| Total Nouvelle Union populaire écologique et sociale (NUPES) | Total Nouvelle Union populaire écologique et sociale (NUPES) | 99 458                                         | 20,07        | 0            | 46 723       | 10,15         | 1             | 1           | 1             |               |
|                                                              |                                                              | Les Républicains (LR)                          | 38 000       | 7,67         | 0            | 20 132        | 4,37          | 1           | 1             | 1             |
|                                                              | Union des démocrates et indépendants (UDI)                   | 7 239                                          | 1,46         | 0            |              |               |               | 0           | en stagnation |               |
| Total Union de la droite et du centre (UDC)                  | Total Union de la droite et du centre (UDC)                  | 45 239                                         | 9,13         | 0            | 20 132       | 4,37          | 1             | 1           | 1             |               |
|                                                              | Dissidents NUPES                                             | Dissidents NUPES                               | 19 285       | 3,89         | 0            | 22 801        | 4,95          | 1           | 1             | 1             |
|                                                              | Reconquête ! (REC)                                           | Reconquête ! (REC)                             | 13 140       | 2,65         | 0            |               |               |             | 0             | Nv            |
|                                                              | Parti animaliste (PA)                                        | Parti animaliste (PA)                          | 8 446        | 1,70         | 0            | 0             | Nv            |             |               |               |
|                                                              | Lutte ouvrière (LO)                                          | Lutte ouvrière (LO)                            | 6 916        | 1,40         | 0            | 0             | en stagnation |             |               |               |
|                                                              | Mouvement des Citoyens (MDC)                                 | Mouvement des Citoyens (MDC)                   | 5 247        | 1,06         | 0            | 0             | Nv            |             |               |               |
|                                                              |                                                              | Les Radicaux de Gauche (LRDG)                  | 4 351        | 0,88         | 0            | 0             | Nv            |             |               |               |
| Total Fédération de la gauche républicaine (FGR)             | Total Fédération de la gauche républicaine (FGR)             | 4 351                                          | 0,88         | 0            | 0            | Nv            |               |             |               |               |
|                                                              |                                                              | Debout la France (DLF)                         | 2 213        | 0,45         | 0            | 0             | en stagnation |             |               |               |
|                                                              | Les Patriotes (LP)                                           | 1 980                                          | 0,40         | 0            | 0            | Nv            |               |             |               |               |
| Total Union pour la France (UPF)                             | Total Union pour la France (UPF)                             | 4 193                                          | 0,85         | 0            | 0            | en stagnation |               |             |               |               |
|                                                              | Le Mouvement de la ruralité (LMR)                            | Le Mouvement de la ruralité (LMR)              | 3 183        | 0,64         | 0            | 0             | Nv            |             |               |               |
|                                                              |                                                              | Le Trèfle - Les nouveaux écologistes (LT-LNÉ)  | 1 627        | 0,33         | 0            | 0             | Nv            |             |               |               |
|                                                              | Mouvement écologiste indépendant (MÉI)                       | 1 197                                          | 0,24         | 0            | 0            | en stagnation |               |             |               |               |
| Total Tous unis pour le vivant (TUPV)                        | Total Tous unis pour le vivant (TUPV)                        | 2 824                                          | 0,57         | 0            | 0            | en stagnation |               |             |               |               |
|                                                              |                                                              | Liberté Écologie Fraternité (LÉF)              | 860          | 0,17         | 0            | 0             | Nv            |             |               |               |
|                                                              | Écologie au centre (ÉAC)                                     | 776                                            | 0,16         | 0            | 0            | Nv            |               |             |               |               |
| Total Écologie au centre (ÉAC)                               | Total Écologie au centre (ÉAC)                               | 1 636                                          | 0,33         | 0            | 0            | Nv            |               |             |               |               |
|                                                              | Union des démocrates musulmans français (UDMF)               | Union des démocrates musulmans français (UDMF) | 930          | 0,19         | 0            | 0             | Nv            |             |               |               |
|                                                              | Parti ouvrier indépendant démocratique (POID)                | Parti ouvrier indépendant démocratique (POID)  | 766          | 0,15         | 0            | 0             | en stagnation |             |               |               |
|                                                              | Parti des citoyens européens (PACE)                          | Parti des citoyens européens (PACE)            | 749          | 0,15         | 0            | 0             | en stagnation |             |               |               |
|                                                              | Parti radical de gauche (PRG)                                | Parti radical de gauche (PRG)                  | 542          | 0,11         | 0            | 0             | en stagnation |             |               |               |
|                                                              | Dissidents Rassemblement national                            | Dissidents Rassemblement national              | 381          | 0,08         | 0            | 0             | Nv            |             |               |               |
|                                                              |                                                              | République souveraine (RS)                     | 274          | 0,06         | 0            | 0             | Nv            |             |               |               |
| Total La Raison du Peuple (LRDP)                             | Total La Raison du Peuple (LRDP)                             | 274                                            | 0,06         | 0            | 0            | Nv            |               |             |               |               |
|                                                              | Parti Pirate (PP)                                            | Parti Pirate (PP)                              | 181          | 0,04         | 0            | 0             | Nv            |             |               |               |
|                                                              | Allons enfants (AE)                                          | Allons enfants (AE)                            | 174          | 0,04         | 0            | 0             | Nv            |             |               |               |
|                                                              | Nouveau Parti anticapitaliste (NPA)                          | Nouveau Parti anticapitaliste (NPA)            | 116          | 0,02         | 0            | 0             | en stagnation |             |               |               |
|                                                              | Sans étiquette (SE)                                          | Sans étiquette (SE)                            | 1 144        | 0,23         | 0            | 0             | en stagnation |             |               |               |
|                                                              |                                                              |                                                |              |              |              |               |               |             |               |               |
| Suffrages exprimés                                           | Suffrages exprimés                                           | Suffrages exprimés                             | 495 629      | 97,52        |              | 460 504       | 92,48         |             |               |               |
| Votes blancs                                                 | Votes blancs                                                 | Votes blancs                                   | 8 220        | 1,62         | 24 911       | 5,00          |               |             |               |               |
| Votes nuls                                                   | Votes nuls                                                   | Votes nuls                                     | 4 409        | 0,87         | 12 546       | 2,52          |               |             |               |               |
| Total                                                        | Total                                                        | Total                                          | 508 258      | 100          | 0            | 497 961       | 100           | 12          | 12            | en stagnation |
| Abstentions                                                  | Abstentions                                                  | Abstentions                                    | 587 762      | 53,63        |              | 598 151       | 54,57         |             |               |               |
| Inscrits/Participation                                       | Inscrits/Participation                                       | Inscrits/Participation                         | 1 096 020    | 46,37        | 1 096 112    | 45,43         |               |             |               |               |

#### Résultats par nuance
| Nuance                 | Nuance                                         | Nuance                 | Premier tour | Premier tour | Premier tour | Second tour | Second tour   | Second tour | Total Sièges | +/-           |
| Nuance                 | Nuance                                         | Nuance                 | Voix         | %            | Sièges       | Voix        | %             | Sièges      | Total Sièges | +/-           |
| ---------------------- | ---------------------------------------------- | ---------------------- | ------------ | ------------ | ------------ | ----------- | ------------- | ----------- | ------------ | ------------- |
|                        | Rassemblement national                         | RN                     | 167 840      | 33,86        | 0            | 236 649     | 51,39         | 6           | 6            | 2             |
|                        | Ensemble !                                     | ENS                    | 108 614      | 21,91        | 0            | 134 199     | 29,14         | 3           | 3            | 3             |
|                        | Nouvelle Union populaire écologique et sociale | NUP                    | 99 458       | 20,07        | 0            | 46 723      | 10,15         | 1           | 1            | 1             |
|                        | Les Républicains                               | LR                     | 36 539       | 7,37         | 0            | 20 132      | 4,37          | 1           | 1            | 1             |
|                        | Divers gauche                                  | DVG                    | 24 385       | 4,92         | 0            | 22 801      | 4,95          | 1           | 1            | 1             |
|                        | Reconquête                                     | REC                    | 13 140       | 2,65         | 0            |             |               |             | 0            | Nv            |
|                        | Écologiste                                     | ECO                    | 12 046       | 2,43         | 0            | 0           | en stagnation |             |              |               |
|                        | Divers extrême gauche                          | DXG                    | 7 798        | 1,57         | 0            | 0           | en stagnation |             |              |               |
|                        | Union des démocrates et indépendants           | UDI                    | 7 239        | 1,46         | 0            | 0           | en stagnation |             |              |               |
|                        | Parti radical de gauche                        | RDG                    | 5 789        | 1,17         | 0            | 0           | en stagnation |             |              |               |
|                        | Divers droite                                  | DVD                    | 4 882        | 0,99         | 0            | 0           | en stagnation |             |              |               |
|                        | Droite souverainiste                           | DSV                    | 4 193        | 0,85         | 0            | 0           | en stagnation |             |              |               |
|                        | Divers                                         | DIV                    | 1 814        | 0,37         | 0            | 0           | en stagnation |             |              |               |
|                        | Régionaliste                                   | REG                    | 1 034        | 0,21         | 0            | 0           | Nv            |             |              |               |
|                        | Divers extrême droite                          | DXD                    | 858          | 0,17         | 0            | 0           | en stagnation |             |              |               |
|                        |                                                |                        |              |              |              |             |               |             |              |               |
| Suffrages exprimés     | Suffrages exprimés                             | Suffrages exprimés     | 495 629      | 97,52        |              | 460 504     | 92,48         |             |              |               |
| Votes blancs           | Votes blancs                                   | Votes blancs           | 8 220        | 1,62         | 24 911       | 5,00        |               |             |              |               |
| Votes nuls             | Votes nuls                                     | Votes nuls             | 4 409        | 0,87         | 12 546       | 2,52        |               |             |              |               |
| Total                  | Total                                          | Total                  | 508 258      | 100          | 0            | 497 961     | 100           | 12          | 12           | en stagnation |
| Abstentions            | Abstentions                                    | Abstentions            | 587 762      | 53,63        |              | 598 151     | 54,57         |             |              |               |
| Inscrits/Participation | Inscrits/Participation                         | Inscrits/Participation | 1 096 020    | 46,37        | 1 096 112    | 45,43       |               |             |              |               |

### Cartes

Nuance politique des candidats arrivés en tête dans chaque commune au 1er tour.
Nuance politique des candidats arrivés en tête dans chaque commune au 2e tour.

### Analyse
Alors qu'à l'échelle nationale, l'extrême droite représentée par le RN progresse sensiblement au cours de ces élections législatives, le Pas-de-Calais, pourvoyeur de la moitié de la délégation parlementaire du FN en 2017, ne fait pas exception à cette tendance. Et cela, au détriment ici, de la majorité présidentielle principalement, alors que la gauche effectue son retour parmi les députés pas-de-calaisiens et LR offre une résistance inégale.
Le RN conserve en premier lieu trois sièges du bassin minier conquis en 2017. L'ancienne cheffe du parti, Marine Le Pen, garde le secteur d'Hénin-Beaumont fermement sous son emprise, dépassant 50 % des voix dès le premier tour. Face à elle au second tour, Marine Tondelier, candidate NUPES, déjà candidate d'EELV aux élections de 2012 et de 2017. Le Pen est réélue avec 400 voix de moins qu'en 2017 mais son score dépasse 60 % des voix. On peut noter que la candidate Ensemble, Alexandrine Pintus, ayant annoncé un vote blanc au deuxième tour, était la candidate LR en 2017. Pour le siège voisin, Bruno Bilde, conjoint du maire d'Hénin, Steeve Briois, obtient un second mandat avec un score similaire à 2017. Quant à la circonscription de Bruay-la-Buissière, elle élit un nouveau député. Ludovic Pajot, le député élu en 2017, ayant quitté ses fonctions pour la mairie de Bruay en 2020, sa suppléante est la députée sortante, Myriane Houplain. Cependant, elle se représente sous les couleurs de Reconquête et n'obtient que 2,35 % des voix au premier tour. C'est Thierry Frappé, maire délégué de Labuissière, qui est le candidat RN et largement en tête du premier tour. Le second n'est qu'une formalité face au candidat Ensemble, le récent transfuge du PS, Michel Dagbert, sénateur et ancien président du département.
Le RN conquiert trois autres sièges, deux au détriment du MoDem qui perd toute représentation dans le département. La prise la plus médiatisée, cependant est celle de la large et rurale sixième circonscription du nord du département. Médiatisée car elle mène à la défaite par 56 voix au second tour de celle qui est députée depuis 2012, Brigitte Bourguignon, fraîchement nommée ministre de la Santé. Elle est battue par Christine Engrand, conseillère régionale et conseillère municipale d'opposition à Calais. La députée de Béthune, Marguerite Deprez-Audebert, est également emportée par la montée du RN. Sa tombeuse est Caroline Parmentier, conseillère régionale francilienne et journaliste. Le prédécesseur de la sortante, l'ancien maire de Béthune, le radical de gauche Stéphane Saint-André, se présentait à nouveau mais sans succès. Bruno Duvergé, député démocrate de l'Arrageois rural, n'obtient pas de deuxième mandat de ses électeurs non plus. C'est son ancien collègue RN, Emmanuel Blairy, qui le défait cette fois pour obtenir un second mandat.
Emmanuel Blairy, lequel a ainsi quitté la circonscription de Lens qui est le quatrième siège conquis par le FN dans le bassin minier en 2017. Bruno Clavet est le nouveau candidat RN pour cette circonscription. Toutefois, le conseiller municipal lensois d'opposition trouve sur sa route le maire communiste d'Avion, Jean-Marc Tellier et l'ancien député socialiste, Nicolas Bays, depuis rallié à Ensemble et par ailleurs compagnon de la ministre Agnès Pannier-Runacher. Si ce dernier fait reculer le score de son camp politique, Jean-Marc Tellier, maintenant soutenu par la NUPES, progresse sensiblement au premier tour, par rapport à son score à l'élection précédente. Au second tour, dans une circonscription emportée par Marine Le Pen le 24 avril précédent par plus de 63 % des voix, le candidat PCF parvient à s'imposer par 71 voix d'avance. Il s'agit de la première élection d'un député communiste dans le département depuis Rémy Auchedé en 1993.
Aucun autre candidat NUPES ne se qualifie ailleurs dans le département au second tour. Plusieurs candidats socialistes dissidents de l'union obtiennent des scores significatifs dans quelques secteurs. À Boulogne-sur-Mer, se présente en dissidence Mireille Hingrez-Céréda première adjointe au maire PS de la ville, Frédéric Cuvillier, qui la supplée. Elle et l'insoumise Nancy Bélart, candidate de la NUPES, font presque jeu égal au premier tour mais sont toutes deux devancées par le candidat RN et le sortant marcheur. Ce dernier, Jean-Pierre Pont, est reconduit au second tour mais voit son score fondre de dix points en comparaison de 2017. Le dissident socialiste qui obtient le meilleur score est toutefois Bertrand Petit à Saint-Omer. Celui-ci parvient à se qualifier au second tour face au RN, en devançant de loin le candidat NUPES mais surtout le sortant marcheur, Benoît Potterie. Il l'emporte au second tour.
Par ailleurs, l'UDC, surtout représentée ici par LR, voit son score reculer à nouveau par rapport à 2017. Claudine Lambre, candidate à Lens, n'atteint même pas 2 % des voix. Seuls trois candidats parmi les douze du département ont réussi à dépasser 10 % des voix. Marie Bernard, candidate dans l'Arrageois, jeune maire du village de La Cauchie, et les candidats pour les deux sièges que le parti tient avant ces élections. Celui du Montreuillois, tenu de 2007 à 2020 par Daniel Fasquelle, jusqu'à ce qu'il reprenne la mairie du Touquet-Paris-Plage. Son ancien suppléant ne se représentant pas, c'est Mary Bonvoisin, maire de Merlimont, qui porte les couleurs de LR. Elle est néanmoins éliminée au premier tour et c'est le maire Horizons d'Étaples, Philippe Fait, qui reprend le siège pour Ensemble face au RN. Pierre-Henri Dumont, le député de Calais, demeure donc le seul député LR du département, étant réélu face au RN. Son score est en retrait de cinq points depuis 2017.
Pour finir, Ensemble passe de six à trois sièges dans le département. Ses quatre pertes des sièges de Brigitte Bourguignon, dans l'Arrageois, à Béthune et à Saint-Omer, étant contrebalancées en petite partie par le gain du siège du Touquet. La coalition présidentielle conserve ses deux derniers sortants, Jean-Pierre Pont à Boulogne et Jacqueline Maquet, députée d'Arras depuis 2007. Cette dernière est réélue avec un score en baisse de dix points face au même opposant au second tour qu'en 2017, Alban Heusèle, conseiller municipal RN du chef-lieu.

### Résultats par circonscription

#### Première circonscription
Député sortant : Bruno Duvergé (Mouvement démocrate).
| Candidat                 | Candidat                 | Parti et coalition       | Nuance                   | Premier tour | Premier tour | Second tour | Second tour |
| Candidat                 | Candidat                 | Parti et coalition       | Nuance                   | Voix         | %            | Voix        | %           |
| ------------------------ | ------------------------ | ------------------------ | ------------------------ | ------------ | ------------ | ----------- | ----------- |
|                          | Emmanuel Blairy          | RN                       | RN                       | 18 153       | 35,61        | 27 380      | 55,77       |
|                          | Bruno Duvergé            | MoDem (ENS)              | ENS                      | 12 396       | 24,32        | 21 711      | 44,23       |
|                          | Eric Cagnache            | LFI (NUPES)              | NUP                      | 7 579        | 14,87        |             |             |
|                          | Marie Bernard            | LR (UDC)                 | LR                       | 6 446        | 12,65        |             |             |
|                          | Michel Flahaut           | PS diss.                 | DVG                      | 2 029        | 3,98         |             |             |
|                          | Geoffrey Fournier        | REC                      | REC                      | 1 888        | 3,70         |             |             |
|                          | Michel Wielgosz          | PA                       | ECO                      | 889          | 1,74         |             |             |
|                          | Marie Berthoud           | LO                       | DXG                      | 817          | 1,60         |             |             |
|                          | Liliane Itey             | LMR                      | DVD                      | 778          | 1,53         |             |             |
|                          |                          |                          |                          |              |              |             |             |
| Votes valides            | Votes valides            | Votes valides            | Votes valides            | 50 975       | 97,33        | 49 091      | 92,95       |
| Votes blancs             | Votes blancs             | Votes blancs             | Votes blancs             | 914          | 1,75         | 2 545       | 4,82        |
| Votes nuls               | Votes nuls               | Votes nuls               | Votes nuls               | 482          | 0,92         | 1 181       | 2,24        |
| Total                    | Total                    | Total                    | Total                    | 52 371       | 100          | 52 817      | 100         |
| Abstention               | Abstention               | Abstention               | Abstention               | 52 622       | 50,12        | 52 174      | 49,69       |
| Inscrits / participation | Inscrits / participation | Inscrits / participation | Inscrits / participation | 104 993      | 49,88        | 104 991     | 50,31       |

#### Deuxième circonscription
Députée sortante : Jacqueline Maquet (La République en marche - Territoires de progrès).
| Candidat                 | Candidat                 | Parti et coalition       | Nuance                   | Premier tour | Premier tour | Second tour | Second tour |
| Candidat                 | Candidat                 | Parti et coalition       | Nuance                   | Voix         | %            | Voix        | %           |
| ------------------------ | ------------------------ | ------------------------ | ------------------------ | ------------ | ------------ | ----------- | ----------- |
|                          | Jacqueline Maquet        | LREM - TdP (ENS)         | ENS                      | 12 234       | 28,47        | 20 971      | 54,73       |
|                          | Alban Heusèle            | RN                       | RN                       | 10 604       | 24,68        | 17 345      | 45,27       |
|                          | Morgane Rengard          | LFI (NUPES)              | NUP                      | 9 660        | 22,48        |             |             |
|                          | Emmanuelle Lapouille     | LR (UDC)                 | LR                       | 4 004        | 9,32         |             |             |
|                          | Isabelle Georget         | REC                      | REC                      | 1 365        | 3,18         |             |             |
|                          | Bruno Ladsous            | MEI (TUPV)               | ECO                      | 1 197        | 2,79         |             |             |
|                          | Nathalie Zayonnet        | PA                       | ECO                      | 1 053        | 2,45         |             |             |
|                          | Philippe La Grange       | MDC                      | RDG                      | 932          | 2,17         |             |             |
|                          | Pauline Nayet            | PACE                     | DVG                      | 749          | 1,74         |             |             |
|                          | Véronique Loir           | DLF (UPF)                | DSV                      | 570          | 1,33         |             |             |
|                          | Béatrice Bouffart        | LO                       | DXG                      | 476          | 1,11         |             |             |
|                          | Arnaud Kosbur            | UDMF                     | DIV                      | 118          | 0,27         |             |             |
|                          | Sébastien Peugnet        | PP                       | DIV                      | 12           | 0,03         |             |             |
|                          |                          |                          |                          |              |              |             |             |
| Votes valides            | Votes valides            | Votes valides            | Votes valides            | 42 974       | 97,32        | 38 316      | 89,41       |
| Votes blancs             | Votes blancs             | Votes blancs             | Votes blancs             | 731          | 1,66         | 2 901       | 6,77        |
| Votes nuls               | Votes nuls               | Votes nuls               | Votes nuls               | 452          | 1,02         | 1 633       | 3,82        |
| Total                    | Total                    | Total                    | Total                    | 44 157       | 100          | 42 850      | 100         |
| Abstention               | Abstention               | Abstention               | Abstention               | 43 458       | 49,60        | 44 772      | 51,10       |
| Inscrits / participation | Inscrits / participation | Inscrits / participation | Inscrits / participation | 87 615       | 50,40        | 87 622      | 48,90       |

#### Troisième circonscription
Député sortant : Emmanuel Blairy (Rassemblement national).
| Candidat                 | Candidat                 | Parti et coalition       | Nuance                   | Premier tour | Premier tour | Second tour | Second tour |
| Candidat                 | Candidat                 | Parti et coalition       | Nuance                   | Voix         | %            | Voix        | %           |
| ------------------------ | ------------------------ | ------------------------ | ------------------------ | ------------ | ------------ | ----------- | ----------- |
|                          | Bruno Clavet             | RN                       | RN                       | 13 050       | 38,35        | 16 223      | 49,89       |
|                          | Jean-Marc Tellier        | PCF (NUPES)              | NUP                      | 12 101       | 35,56        | 16 294      | 50,11       |
|                          | Nicolas Bays             | LREM (ENS)               | ENS                      | 4 379        | 12,87        |             |             |
|                          | Alexandre Damay          | PA                       | ECO                      | 861          | 2,53         |             |             |
|                          | Élodie Fievet            | LEF                      | REG                      | 860          | 2,53         |             |             |
|                          | Guillaume Kaznowski      | REC                      | REC                      | 826          | 2,43         |             |             |
|                          | Arnaud Desmaretz         | MDC                      | RDG                      | 685          | 2,01         |             |             |
|                          | Claudine Lambre          | LR (UDC)                 | LR                       | 568          | 1,67         |             |             |
|                          | Michel Darras            | LO                       | DXG                      | 458          | 1,35         |             |             |
|                          | Vincent Caflers          | SE                       | DVD                      | 238          | 0,70         |             |             |
|                          |                          |                          |                          |              |              |             |             |
| Votes valides            | Votes valides            | Votes valides            | Votes valides            | 34 026       | 97,86        | 32 517      | 93,80       |
| Votes blancs             | Votes blancs             | Votes blancs             | Votes blancs             | 465          | 1,34         | 1 438       | 4,15        |
| Votes nuls               | Votes nuls               | Votes nuls               | Votes nuls               | 278          | 0,80         | 712         | 2,05        |
| Total                    | Total                    | Total                    | Total                    | 34 769       | 100          | 34 667      | 100         |
| Abstention               | Abstention               | Abstention               | Abstention               | 48 427       | 58,21        | 48 535      | 58,33       |
| Inscrits / participation | Inscrits / participation | Inscrits / participation | Inscrits / participation | 83 196       | 41,79        | 83 202      | 41,67       |

#### Quatrième circonscription
Député sortant : Robert Therry (Les Républicains).
| Candidat                 | Candidat                 | Parti et coalition       | Nuance                   | Premier tour | Premier tour | Second tour | Second tour |
| Candidat                 | Candidat                 | Parti et coalition       | Nuance                   | Voix         | %            | Voix        | %           |
| ------------------------ | ------------------------ | ------------------------ | ------------------------ | ------------ | ------------ | ----------- | ----------- |
|                          | Philippe Fait            | LREM - H (ENS)           | ENS                      | 13 168       | 29,71        | 23 331      | 56,36       |
|                          | Françoise Vanpeene       | RN                       | RN                       | 10 378       | 23,42        | 18 063      | 43,64       |
|                          | Mary Bonvoisin           | LR (UDC)                 | LR                       | 8 782        | 19,81        |             |             |
|                          | Blandine Drain           | PS (NUPES)               | NUP                      | 7 683        | 17,33        |             |             |
|                          | David Sergent            | REC                      | REC                      | 1 491        | 3,36         |             |             |
|                          | Evelyne Ameye            | PA                       | ECO                      | 905          | 2,04         |             |             |
|                          | Dominique Hericourt      | LO                       | DXG                      | 845          | 1,91         |             |             |
|                          | Mervyn Hoff              | SE                       | DXD                      | 477          | 1,08         |             |             |
|                          | Jean-Michel Andreau      | DLF (UPF)                | DSV                      | 476          | 1,07         |             |             |
|                          | Karen Delattre           | NPA                      | DXG                      | 116          | 0,26         |             |             |
|                          |                          |                          |                          |              |              |             |             |
| Votes valides            | Votes valides            | Votes valides            | Votes valides            | 44 321       | 97,19        | 41 394      | 92,40       |
| Votes blancs             | Votes blancs             | Votes blancs             | Votes blancs             | 862          | 1,89         | 2 289       | 5,11        |
| Votes nuls               | Votes nuls               | Votes nuls               | Votes nuls               | 418          | 0,92         | 1 116       | 2,49        |
| Total                    | Total                    | Total                    | Total                    | 45 601       | 100          | 44 799      | 100         |
| Abstention               | Abstention               | Abstention               | Abstention               | 44 381       | 49,32        | 45 178      | 50,21       |
| Inscrits / participation | Inscrits / participation | Inscrits / participation | Inscrits / participation | 89 982       | 50,68        | 89 977      | 49,79       |

#### Cinquième circonscription
Député sortant : Jean-Pierre Pont (La République en marche).
| Candidat                 | Candidat                 | Parti et coalition       | Nuance                   | Premier tour | Premier tour | Second tour | Second tour |
| Candidat                 | Candidat                 | Parti et coalition       | Nuance                   | Voix         | %            | Voix        | %           |
| ------------------------ | ------------------------ | ------------------------ | ------------------------ | ------------ | ------------ | ----------- | ----------- |
|                          | Antoine Golliot          | RN                       | RN                       | 10 691       | 26,86        | 17 372      | 48,97       |
|                          | Jean-Pierre Pont         | LREM (ENS)               | ENS                      | 9 923        | 24,93        | 18 102      | 51,03       |
|                          | Mireille Hingrez-Céréda  | PS diss.                 | DVG                      | 7 295        | 18,32        |             |             |
|                          | Nancy Bélart             | LFI (NUPES)              | NUP                      | 7 179        | 18,03        |             |             |
|                          | Géraldine Delbart        | LR (UDC)                 | DVD                      | 1 461        | 3,67         |             |             |
|                          | Christophe Blanckaert    | PA                       | ECO                      | 1 426        | 3,58         |             |             |
|                          | Émeline Lucien           | REC                      | REC                      | 1 172        | 2,94         |             |             |
|                          | Olivier Carraud          | LO                       | DXG                      | 663          | 1,67         |             |             |
|                          |                          |                          |                          |              |              |             |             |
| Votes valides            | Votes valides            | Votes valides            | Votes valides            | 39 810       | 98,01        | 35 474      | 91,28       |
| Votes blancs             | Votes blancs             | Votes blancs             | Votes blancs             | 535          | 1,32         | 2 346       | 6,04        |
| Votes nuls               | Votes nuls               | Votes nuls               | Votes nuls               | 274          | 0,67         | 1 040       | 2,68        |
| Total                    | Total                    | Total                    | Total                    | 40 619       | 100          | 38 860      | 100         |
| Abstention               | Abstention               | Abstention               | Abstention               | 49 973       | 55,16        | 51 747      | 57,11       |
| Inscrits / participation | Inscrits / participation | Inscrits / participation | Inscrits / participation | 90 592       | 44,84        | 90 607      | 42,89       |

#### Sixième circonscription
Député sortant : Christophe Leclercq (La République en marche), élu en 2021 en tant que suppléant de Brigitte Bourguignon (La République en marche - Territoires de progrès).
| Candidat                 | Candidat                 | Parti et coalition       | Nuance                   | Premier tour | Premier tour | Second tour | Second tour |
| Candidat                 | Candidat                 | Parti et coalition       | Nuance                   | Voix         | %            | Voix        | %           |
| ------------------------ | ------------------------ | ------------------------ | ------------------------ | ------------ | ------------ | ----------- | ----------- |
|                          | Brigitte Bourguignon     | LREM - TdP (ENS)         | ENS                      | 14 667       | 32,10        | 21 802      | 49,94       |
|                          | Christine Engrand        | RN                       | RN                       | 13 857       | 30,33        | 21 858      | 50,06       |
|                          | Pascal Lebecq            | LFI (NUPES)              | NUP                      | 7 302        | 15,98        |             |             |
|                          | Faustine Maliar          | LR (UDC)                 | LR                       | 4 500        | 9,85         |             |             |
|                          | Jérôme Judek             | REC                      | REC                      | 1 484        | 3,25         |             |             |
|                          | Patricia Duvieubourg     | LRDG (FGR)               | DVG                      | 1 438        | 3,15         |             |             |
|                          | Simon Erckelboudt        | LMR                      | DVD                      | 669          | 1,46         |             |             |
|                          | Vanessa Bourel           | PA                       | ECO                      | 614          | 1,34         |             |             |
|                          | Claudine Blauwart        | DLF (UPF)                | DSV                      | 518          | 1,13         |             |             |
|                          | Laure Bourel             | LO                       | DXG                      | 464          | 1,02         |             |             |
|                          | Terry Loire-Rénier       | AE                       | REG                      | 174          | 0,38         |             |             |
|                          |                          |                          |                          |              |              |             |             |
| Votes valides            | Votes valides            | Votes valides            | Votes valides            | 45 687       | 97,14        | 43 660      | 93,16       |
| Votes blancs             | Votes blancs             | Votes blancs             | Votes blancs             | 904          | 1,92         | 2 077       | 4,43        |
| Votes nuls               | Votes nuls               | Votes nuls               | Votes nuls               | 442          | 0,94         | 1 129       | 2,41        |
| Total                    | Total                    | Total                    | Total                    | 47 033       | 100          | 46 866      | 100         |
| Abstention               | Abstention               | Abstention               | Abstention               | 46 738       | 49,87        | 46 918      | 50,03       |
| Inscrits / participation | Inscrits / participation | Inscrits / participation | Inscrits / participation | 93 771       | 50,16        | 93 784      | 49,97       |

#### Septième circonscription
Député sortant : Pierre-Henri Dumont (Les Républicains).
| Candidat                 | Candidat                 | Parti et coalition       | Nuance                   | Premier tour | Premier tour | Second tour | Second tour |
| Candidat                 | Candidat                 | Parti et coalition       | Nuance                   | Voix         | %            | Voix        | %           |
| ------------------------ | ------------------------ | ------------------------ | ------------------------ | ------------ | ------------ | ----------- | ----------- |
|                          | Marc de Fleurian         | RN                       | RN                       | 11 313       | 29,21        | 15 930      | 44,17       |
|                          | Pierre-Henri Dumont      | LR (UDC)                 | LR                       | 10 570       | 27,29        | 20 132      | 55,83       |
|                          | Jean-Pierre Moussally    | EÉLV (NUPES)             | NUP                      | 7 468        | 19,28        |             |             |
|                          | Henri Waroczyk           | MoDem (ENS)              | ENS                      | 6 063        | 15,65        |             |             |
|                          | Frédéric Berteloot       | REC                      | REC                      | 871          | 2,25         |             |             |
|                          | Dominique Niszczota      | PA                       | ECO                      | 546          | 1,41         |             |             |
|                          | Françoise Millot         | LO                       | DXG                      | 518          | 1,34         |             |             |
|                          | François Descamps        | LP (UPF)                 | DSV                      | 471          | 1,22         |             |             |
|                          | Philippe Vasseur         | MDC                      | RDG                      | 422          | 1,09         |             |             |
|                          | Isabelle Fatoux          | POID                     | DXG                      | 289          | 0,75         |             |             |
|                          | Laurence Leprêtre        | LMR                      | DVD                      | 200          | 0,52         |             |             |
|                          |                          |                          |                          |              |              |             |             |
| Votes valides            | Votes valides            | Votes valides            | Votes valides            | 38 731       | 98,11        | 36 062      | 93,77       |
| Votes blancs             | Votes blancs             | Votes blancs             | Votes blancs             | 473          | 1,20         | 1 570       | 4,08        |
| Votes nuls               | Votes nuls               | Votes nuls               | Votes nuls               | 272          | 0,69         | 827         | 2,15        |
| Total                    | Total                    | Total                    | Total                    | 39 476       | 100          | 38 459      | 100         |
| Abstention               | Abstention               | Abstention               | Abstention               | 54 590       | 58,03        | 55 621      | 59,12       |
| Inscrits / participation | Inscrits / participation | Inscrits / participation | Inscrits / participation | 94 066       | 41,97        | 94 080      | 40,88       |

#### Huitième circonscription
Député sortant : Benoît Potterie (La République en marche - Agir). Il rejoint Horizons pendant la campagne électorale.
| Candidat                 | Candidat                 | Parti et coalition       | Nuance                   | Premier tour | Premier tour | Second tour | Second tour |
| Candidat                 | Candidat                 | Parti et coalition       | Nuance                   | Voix         | %            | Voix        | %           |
| ------------------------ | ------------------------ | ------------------------ | ------------------------ | ------------ | ------------ | ----------- | ----------- |
|                          | Auguste Évrard           | RN                       | RN                       | 12 140       | 27,46        | 18 048      | 44,18       |
|                          | Bertrand Petit           | PS diss.                 | DVG                      | 9 961        | 22,54        | 22 801      | 55,82       |
|                          | Benoît Potterie          | H (ENS)                  | ENS                      | 9 440        | 21,36        |             |             |
|                          | Simon Roussel            | LFI (NUPES)              | NUP                      | 6 961        | 15,75        |             |             |
|                          | Philippe Caron           | UDI (UDC)                | UDI                      | 2 235        | 5,06         |             |             |
|                          | Aude Mayaud              | REC                      | REC                      | 1 037        | 2,35         |             |             |
|                          | Laura Vandomme           | PA                       | ECO                      | 804          | 1,82         |             |             |
|                          | Étienne Zannis           | LO                       | DXG                      | 563          | 1,27         |             |             |
|                          | Frédéric Bayard          | LP (UPF)                 | DSV                      | 556          | 1,26         |             |             |
|                          | Marie-Denise Sachot      | LMR                      | DVD                      | 505          | 1,14         |             |             |
|                          |                          |                          |                          |              |              |             |             |
| Votes valides            | Votes valides            | Votes valides            | Votes valides            | 44 202       | 97,86        | 40 849      | 93,11       |
| Votes blancs             | Votes blancs             | Votes blancs             | Votes blancs             | 598          | 1,32         | 1 931       | 4,40        |
| Votes nuls               | Votes nuls               | Votes nuls               | Votes nuls               | 367          | 0,81         | 1 093       | 2,49        |
| Total                    | Total                    | Total                    | Total                    | 45 167       | 100          | 43 873      | 100         |
| Abstention               | Abstention               | Abstention               | Abstention               | 47 025       | 51,01        | 48 333      | 52,42       |
| Inscrits / participation | Inscrits / participation | Inscrits / participation | Inscrits / participation | 92 192       | 48,99        | 92 206      | 47,58       |

Du fait d’irrégularités, une élection partielle se déroule début 2023 et confirme le député élu une première fois lors d'un second tour opposant de nouveau Auguste Évrard du Rassemblement national et Bertrand Petit, cette fois-ci soutenu par la NUPES.

#### Neuvième circonscription
Députée sortante : Marguerite Deprez-Audebert (Mouvement démocrate).
| Candidat                 | Candidat                   | Parti et coalition       | Nuance                   | Premier tour | Premier tour | Second tour | Second tour |
| Candidat                 | Candidat                   | Parti et coalition       | Nuance                   | Voix         | %            | Voix        | %           |
| ------------------------ | -------------------------- | ------------------------ | ------------------------ | ------------ | ------------ | ----------- | ----------- |
|                          | Caroline Parmentier        | RN                       | RN                       | 11 596       | 30,78        | 18 587      | 53,31       |
|                          | Marguerite Deprez-Audebert | MoDem (ENS)              | ENS                      | 8 626        | 22,90        | 16 279      | 46,69       |
|                          | Amandine Bonifacio         | LFI (NUPES)              | NUP                      | 6 021        | 15,98        |             |             |
|                          | Hakim Elazouzi             | UDI (UDC)                | UDI                      | 3 622        | 9,62         |             |             |
|                          | Stéphane Saint-André       | LRDG (FGR)               | DVG                      | 2 913        | 7,73         |             |             |
|                          | Fanny Judek                | REC                      | REC                      | 1 032        | 2,74         |             |             |
|                          | Abdellah Baïk              | EAC                      | ECO                      | 776          | 2,06         |             |             |
|                          | Matthieu Pinchon           | LMR                      | DVD                      | 684          | 1,82         |             |             |
|                          | Charlotte Matton           | DLF (UPF)                | DSV                      | 649          | 1,72         |             |             |
|                          | Corinne Martin             | PA                       | ECO                      | 648          | 1,72         |             |             |
|                          | Jacques Delaire            | RN diss.                 | DXD                      | 381          | 1,01         |             |             |
|                          | Anne-Marie Deflandre       | LO                       | DXG                      | 312          | 0,83         |             |             |
|                          | Julien Guaquier            | SE                       | DIV                      | 192          | 0,51         |             |             |
|                          | Valentin Brasseur          | PP                       | DIV                      | 169          | 0,44         |             |             |
|                          | Zaïna Fellaha              | UDMF                     | DIV                      | 48           | 0,13         |             |             |
|                          |                            |                          |                          |              |              |             |             |
| Votes valides            | Votes valides              | Votes valides            | Votes valides            | 37 669       | 97,47        | 34 866      | 92,26       |
| Votes blancs             | Votes blancs               | Votes blancs             | Votes blancs             | 652          | 1,69         | 1 956       | 5,18        |
| Votes nuls               | Votes nuls                 | Votes nuls               | Votes nuls               | 325          | 0,84         | 971         | 2,57        |
| Total                    | Total                      | Total                    | Total                    | 38 646       | 100          | 37 793      | 100         |
| Abstention               | Abstention                 | Abstention               | Abstention               | 41 475       | 51,77        | 42 338      | 52,84       |
| Inscrits / participation | Inscrits / participation   | Inscrits / participation | Inscrits / participation | 80 121       | 48,23        | 80 131      | 47,16       |

#### Dixième circonscription
Député sortant : Myriane Houplain (Rassemblement national), élue en 2017 en tant que suppléante de Ludovic Pajot (Rassemblement national). Elle n'est pas réinvestie par son parti et se présente alors sous l'étiquette de Reconquête. 
| Candidat                 | Candidat                 | Parti et coalition       | Nuance                   | Premier tour | Premier tour | Second tour | Second tour |
| Candidat                 | Candidat                 | Parti et coalition       | Nuance                   | Voix         | %            | Voix        | %           |
| ------------------------ | ------------------------ | ------------------------ | ------------------------ | ------------ | ------------ | ----------- | ----------- |
|                          | Thierry Frappé           | RN                       | RN                       | 18 230       | 47,73        | 22 685      | 65,40       |
|                          | Michel Dagbert           | TdP (ENS)                | ENS                      | 6 945        | 18,18        | 12 003      | 34,60       |
|                          | Sandrine Coquerie        | LFI (NUPES)              | NUP                      | 6 587        | 17,25        |             |             |
|                          | Davy Carincotte          | LT-LNÉ (TUPV)            | ECO                      | 1 627        | 4,26         |             |             |
|                          | Ludivine Rus             | MDC                      | RDG                      | 1 434        | 3,75         |             |             |
|                          | Françoise Vantouroux     | LR (UDC)                 | LR                       | 903          | 2,36         |             |             |
|                          | Myriane Houplain         | REC                      | REC                      | 898          | 2,35         |             |             |
|                          | Geoffroy Laloux          | LO                       | DXG                      | 558          | 1,46         |             |             |
|                          | Florent Cappe            | LP (UPF)                 | DSV                      | 429          | 1,12         |             |             |
|                          | Noémie Leu               | LMR                      | DVD                      | 347          | 0,91         |             |             |
|                          | Rémy Majorczyk           | SE                       | DIV                      | 237          | 0,62         |             |             |
|                          |                          |                          |                          |              |              |             |             |
| Votes valides            | Votes valides            | Votes valides            | Votes valides            | 38 195       | 97,20        | 34 688      | 92,57       |
| Votes blancs             | Votes blancs             | Votes blancs             | Votes blancs             | 735          | 1,87         | 1 789       | 4,77        |
| Votes nuls               | Votes nuls               | Votes nuls               | Votes nuls               | 367          | 0,93         | 995         | 2,66        |
| Total                    | Total                    | Total                    | Total                    | 39 297       | 100          | 37 472      | 100         |
| Abstention               | Abstention               | Abstention               | Abstention               | 49 538       | 55,76        | 51 366      | 57,82       |
| Inscrits / participation | Inscrits / participation | Inscrits / participation | Inscrits / participation | 88 835       | 44,24        | 88 838      | 42,18       |

#### Onzième circonscription
Députée sortante : Marine Le Pen (Rassemblement national).
| Candidat                 | Candidat                 | Parti et coalition       | Nuance                   | Premier tour | Premier tour | Second tour | Second tour |
| Candidat                 | Candidat                 | Parti et coalition       | Nuance                   | Voix         | %            | Voix        | %           |
| ------------------------ | ------------------------ | ------------------------ | ------------------------ | ------------ | ------------ | ----------- | ----------- |
|                          | Marine Le Pen            | RN                       | RN                       | 21 219       | 53,96        | 22 303      | 61,03       |
|                          | Marine Tondelier         | EÉLV (NUPES)             | NUP                      | 9 214        | 23,43        | 14 239      | 38,97       |
|                          | Alexandrine Pintus       | LREM (ENS)               | ENS                      | 4 846        | 12,32        |             |             |
|                          | Anne-Sophie Taszarek     | UDI (UDC)                | UDI                      | 1 382        | 3,51         |             |             |
|                          | Léa Caron                | PA                       | ECO                      | 700          | 1,78         |             |             |
|                          | Dominique Gai            | LO                       | DXG                      | 592          | 1,51         |             |             |
|                          | Lahcen Raïss             | UDMF                     | DIV                      | 555          | 1,41         |             |             |
|                          | Maxime Legrand           | PRG                      | RDG                      | 542          | 1,38         |             |             |
|                          | Gautier Weinmann         | RS (LRDP)                | DIV                      | 274          | 0,70         |             |             |
|                          |                          |                          |                          |              |              |             |             |
| Votes valides            | Votes valides            | Votes valides            | Votes valides            | 39 324       | 98,03        | 36 542      | 93,20       |
| Votes blancs             | Votes blancs             | Votes blancs             | Votes blancs             | 482          | 1,20         | 1 758       | 4,48        |
| Votes nuls               | Votes nuls               | Votes nuls               | Votes nuls               | 308          | 0,77         | 903         | 2,31        |
| Total                    | Total                    | Total                    | Total                    | 40 114       | 100          | 39 203      | 100         |
| Abstention               | Abstention               | Abstention               | Abstention               | 54 048       | 57,40        | 54 971      | 58,37       |
| Inscrits / participation | Inscrits / participation | Inscrits / participation | Inscrits / participation | 94 162       | 42,60        | 94 174      | 41,63       |

#### Douzième circonscription
Député sortant : Bruno Bilde (Rassemblement national).
| Candidat                 | Candidat                 | Parti et coalition       | Nuance                   | Premier tour | Premier tour | Second tour | Second tour |
| Candidat                 | Candidat                 | Parti et coalition       | Nuance                   | Voix         | %            | Voix        | %           |
| ------------------------ | ------------------------ | ------------------------ | ------------------------ | ------------ | ------------ | ----------- | ----------- |
|                          | Bruno Bilde              | RN                       | RN                       | 16 609       | 41,82        | 20 855      | 56,30       |
|                          | Jérôme Darras            | PS (NUPES)               | NUP                      | 11 703       | 29,47        | 16 190      | 43,70       |
|                          | Patrick Debruyne         | MoDem (ENS)              | ENS                      | 5 927        | 14,92        |             |             |
|                          | Alain De Carrion         | MDC                      | RDG                      | 1 774        | 4,47         |             |             |
|                          | Emmanuelle Danjou        | REC                      | REC                      | 1 076        | 2,71         |             |             |
|                          | Martine Belot            | LR (UDC)                 | LR                       | 766          | 1,93         |             |             |
|                          | Régis Scheenaerts        | LO                       | DXG                      | 650          | 1,64         |             |             |
|                          | Matthieu Petit           | LP (UPF)                 | DSV                      | 524          | 1,32         |             |             |
|                          | Christophe Van Lierde    | POID                     | DXG                      | 477          | 1,20         |             |             |
|                          | Abdellah Ait Moussa      | UDMF                     | DIV                      | 209          | 0,53         |             |             |
|                          |                          |                          |                          |              |              |             |             |
| Votes valides            | Votes valides            | Votes valides            | Votes valides            | 39 715       | 96,85        | 37 045      | 91,92       |
| Votes blancs             | Votes blancs             | Votes blancs             | Votes blancs             | 869          | 2,12         | 2 311       | 5,73        |
| Votes nuls               | Votes nuls               | Votes nuls               | Votes nuls               | 424          | 1,03         | 946         | 2,35        |
| Total                    | Total                    | Total                    | Total                    | 41 008       | 100          | 40 302      | 100         |
| Abstention               | Abstention               | Abstention               | Abstention               | 55 487       | 57,50        | 56 198      | 58,24       |
| Inscrits / participation | Inscrits / participation | Inscrits / participation | Inscrits / participation | 96 495       | 42,50        | 96 500      | 41,76       |